# Jean-François Angot-Darsonval
Pour les articles homonymes, voir Angot et Arsonval.
Jean-François Angot, chevalier d'Arsonval, né le 1er décembre 1762 à Paris et mort le 16 août 1825 à Neuilly-sur-Seine, est un militaire français des XVIIIe et XIXe siècles.

## Biographie

### Guerres de la Révolution
Soldat au régiment de Chartres-Infanterie depuis le 22 novembre 1777, Angot-Darsonval servit aux Antilles (notamment au régiment de la Guadeloupe à partir de 1782) lors de la campagne d'Amérique. Il y fut blessé deux fois. Entré dans la Légion belge, comme fourrier, le 1er janvier 1792, il fut promu, la même année, lieutenant-quartier-maître (12 mai), puis capitaine (1er novembre). Il passa adjoint à l'état-major de l'armée du Nord le 1er brumaire an II. Adjoint de l'adjudant-général Dardenne, le 1er vendémiaire an III, il fut blessé grièvement au passage de la Meuse à Suflex, le 28 du même mois. Chef de bataillon, sur le champ de bataille, le 3e jour complémentaire an VII, il obtint son premier commandement, comme chef de brigade (colonel), le 17 vendémiaire de la même année (confirmé le 29 frimaire an VIII). Attaché à l'état-major des grenadiers et [éclaireur]s le 19 thermidor an VIII, il fut affecté un moment à l'armée d'observation du Midi (an IX).

### Officier de l'armée des Indes
Darsonval ayant demandé au général Decaen à être employé à l'armée d'Orient, il fut attaché à l'état-major de cette armée le 23 floréal an IX. Là, il fit campagne à l'Île de France (aujourd'hui l'Île Maurice : an XI-an XII), à Mahé (principale île des Seychelles au commandement de laquelle Decaen le proposa), aux Indes Orientales (où il fut commandant à Kârikâl le 24 fructidor an X), sur la côte de Malabar et à Madagascar. Nommé adjudant-commandant le 3 messidor an XII, Angot-Darsonval était chef d'état-major de l'expédition de l'Inde, lors de la distribution des croix de la Légion d'honneur, en l’an 1806.

### Guerres napoléoniennes et fin de carrière
Adjudant-commandant, sous les ordres du maréchal Murat, à partir du 5 vendémiaire an XIV, il fut employé à la Grande Armée (an XIII - 1807). Il était chef d'état-major à la bataille d'Eylau (7 février 1807), sous les ordres du général Grouchy, commandant la 2e division de dragons (2 000 hommes). Après la campagne d'Allemagne (1809), il fit la campagne d'Espagne de 1811 à 1814. Vers la fin de sa carrière, il eut le commandement du département de l'Yonne (Auxerre). Retraité le 20 octobre 1815, il fut nommé maréchal de camp à titre honoraire, le 18 mars 1818. Le général d'Arsonval, âgé de 62 ans, souffrait depuis une vingtaine d'années de la goutte. Il mourut le 16 août 1825 à Neuilly-sur-Seine. Franc-maçon, il appartenait à la Loge militaire.

## Campagnes
- Guerre d'Amérique :
  - Antilles, Guadeloupe ;
- Armée du Nord (1792 - an VII) :
  - Allemagne, Hollande ;
- Armée d'observation du Midi (an IX) ;
- Armée d'Orient (an XI- an XII) :
  - Île de France, Mahé (Seychelles), Indes Orientales, côte de Malabar, Madagascar ;
- Grande Armée (an XIII - 1807) :
  - Campagne de Pologne (1807) (bataille d'Eylau) ;
  - Campagne d'Allemagne (1809) ;
- Campagne d'Espagne (1811-1814).

## Titres
- Chevalier Angot-Darsonval et de l'Empire (décret du 15 août 1809, lettres patentes du 27 septembre 1810 (Fontainebleau)[4]) ;
  - Donataire sur le Mont-de-Milan le 8 septembre 1808 et sur Erfurt le 15 août 1809 ;

## Décorations
- Légion d'honneur :
  - Légionnaire[5] (29 mai 1806), puis,
  - Officier de la Légion d'honneur (1817) ;
- Chevalier de l’Ordre royal et militaire de Saint-Louis.

## Armoiries
| Figure | Blasonnement |
|        | Armes du chevalier Angot-Darsonval et de l'Empire D'argent au chevron échiqueté d'or et d'azur, accompagné en chef de deux têtes de maure de sable, tortillées d'or et en pointe d'une épée haute en pal de sable ; à la champagne de gueules chargée du signe des chevaliers légionnaires., - Livrées : les couleurs de l'écu. |